# Шоколадні пагорби
9°55′00″ пн. ш. 124°10′00″ сх. д. / 9.9166666666667° пн. ш. 124.16666666667° сх. д.
Шоколадні Пагорби — пасма пагорбів на філіппінському острові Бохол.
Отримали свою назву від кольору пагорбів під час сухого сезону з лютого по травень. Пекуче в цей період сонце змінює колір трави на колір шоколаду.
Вчені розходяться в думках з приводу походження шоколадних пагорбів. Одні з них стверджують, що височини є залишками вулканічної діяльності, що вкриті вапняною корою. Інші вважають, що пагорби утворилися в результаті підйому коралових покладів при впливі води і вивітрюванні ґрунту. За іншою версією, пагорби знаходяться на місці стародавнього океану, дно якого під дією ерозії після відступу води перетворилося на утворення конічної форми.
На терені площею 50 км² близько 1268 сопок, 30 — 100 м заввишки. Одним з курйозів є повна відсутність печер у цьому районі, що як правило, формуються в таких умовах.